# 科維布利省
7°15′N 7°14′W / 7.250°N 7.233°W

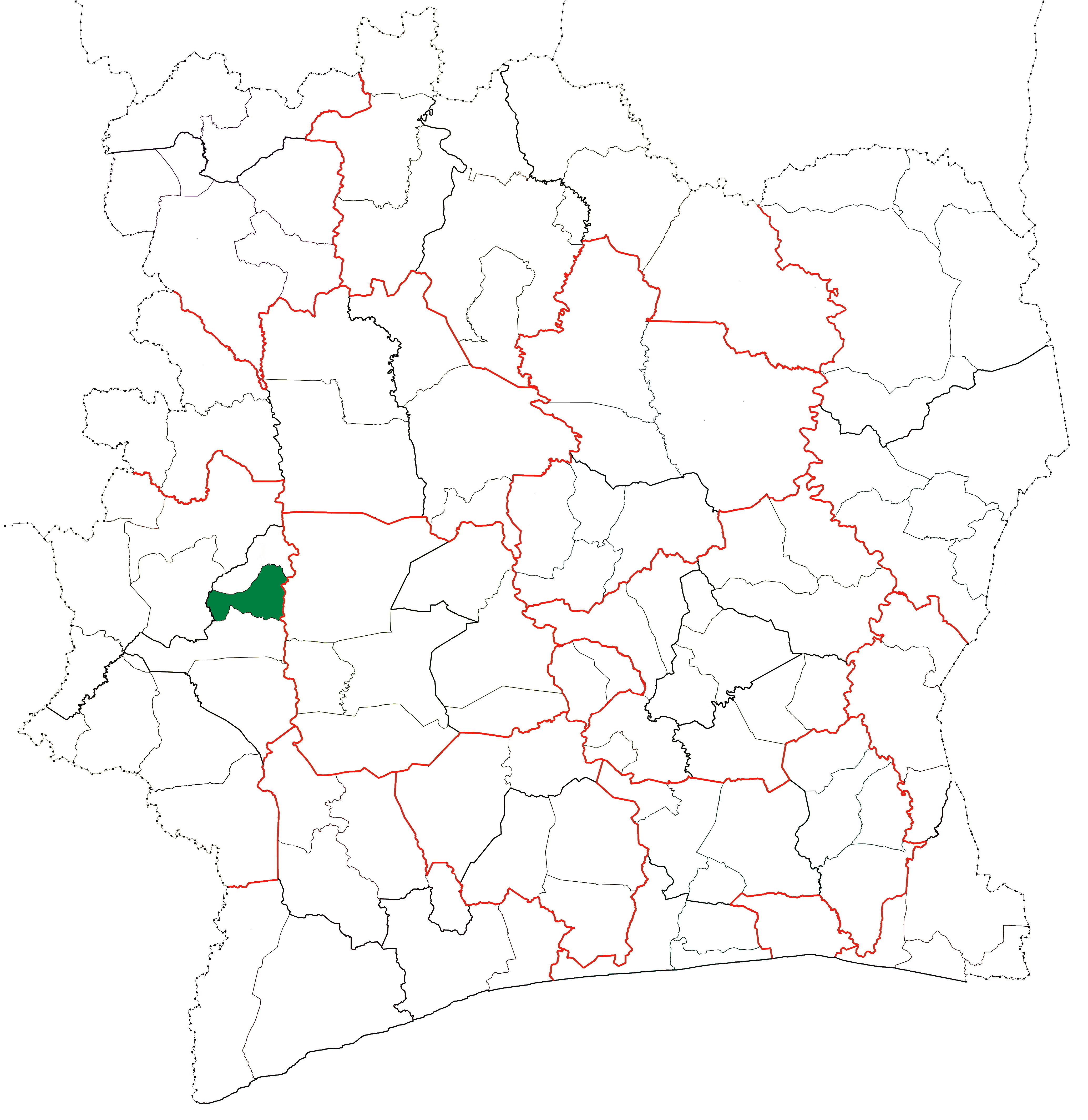

科維布利省（Kouibly Department），是科特迪瓦的省份，位於該國西部山地區，由古埃蒙大區負責管轄，北面是法科布利省，南面是邦戈洛省，成立於2005年，2014年人口116,608。